# Herzstück Basel
| \| \| Strecken von Rbf Muttenz und von Olten/Zürich \| \| \| \| \| Singertunnel \| \| \| \| \| Strecke von Biel \| \| \| \| \| \| \| \| \| \| Tunnelanfang im Gleisvorfeld Basel SBB \| \| \| \| \| Basel SBB/SNCF mit Tiefbahnhof \| \| \| \| \| Tunnelanfang ab der Schützenmatte \| \| \| \| \| Basel Morgartenring \| \| \| \| \| Strecke nach Mulhouse – Strasbourg \| \| \| \| \| Basel St. Johann \| \| \| \| \| Abzweigung Elsässerbahn \| \| \| \| \| Tunnelanfang ab dem Kannenfeldplatz \| \| \| \| \| Basel Mitte \| \| \| \| \| Y-Ast \| \| \| \| \| Rhein \| \| \| \| \| Basel Solitude \| \| \| \| \| Basel Klybeck \| \| \| \| \| Tunnelende vor Badischer Bahnhof \| \| \| \| \| Strecke nach Karlsruhe \| \| \| \| \| Basel Badischer Bahnhof \| \| \| \| \| Strecken nach Waldshut und Zell \| \| \| |                                               |  |  |
| Tunnel · Tunnel | Strecken von Rbf Muttenz und von Olten/Zürich |  |  |
| Abzweig geradeaus und von links · Abzweig geradeaus und von rechts | Singertunnel                                  |  |  |
| Strecke · Abzweig geradeaus und von links | Strecke von Biel                              |  |  |
| Strecke · Strecke von links (außer Betrieb) · Abzweig geradeaus und ehemals nach rechts |                                               |  |  |
| Strecke · Tunnelanfang (Strecke außer Betrieb) · Strecke | Tunnelanfang im Gleisvorfeld Basel SBB        |  |  |
| Strecke · S-Bahnhof (Strecke außer Betrieb) (im Tunnel) · Bahnhof | Basel SBB/SNCF mit Tiefbahnhof                |  |  |
| Strecke · Strecke (außer Betrieb) (im Tunnel) · Tunnel | Tunnelanfang ab der Schützenmatte             |  |  |
| Strecke · Strecke (außer Betrieb) (im Tunnel) · ehemaliger S-Bahn-Halt | Basel Morgartenring                           |  |  |
| Strecke · Strecke (außer Betrieb) (im Tunnel) · Tunnelanfang · Strecke von links | Strecke nach Mulhouse – Strasbourg            |  |  |
| Strecke · Strecke (außer Betrieb) (im Tunnel) · Tunnelende · S-Bahnhof | Basel St. Johann                              |  |  |
| Strecke · Strecke (außer Betrieb) (im Tunnel) · Strecke nach links · Abzweig ehemals geradeaus und nach rechts | Abzweigung Elsässerbahn                       |  |  |
| Strecke · Strecke (außer Betrieb) (im Tunnel) · Tunnelanfang (Strecke außer Betrieb) | Tunnelanfang ab dem Kannenfeldplatz           |  |  |
| Strecke · S-Bahnhof (Strecke außer Betrieb) (im Tunnel) · Strecke (außer Betrieb) (im Tunnel) | Basel Mitte                                   |  |  |
| Strecke · Abzweig geradeaus und nach links (Strecke außer Betrieb) (im Tunnel) · Strecke quer (außer Betrieb) (im Tunnel) · Strecke nach rechts (außer Betrieb) (im Tunnel) | Y-Ast                                         |  |  |
| Brücke über Wasserlauf · Strecke unter Wasserlauf (Strecke außer Betrieb) (im Tunnel) | Rhein                                         |  |  |
| ehemaliger S-Bahn-Halt · Strecke (außer Betrieb) (im Tunnel) | Basel Solitude                                |  |  |
| Strecke · S-Bahn-Halt (Strecke außer Betrieb) (im Tunnel) | Basel Klybeck                                 |  |  |
| Strecke · Tunnelende (Strecke außer Betrieb) | Tunnelende vor Badischer Bahnhof              |  |  |
| Strecke · Abzweig ehemals geradeaus, ehemals nach links und von links · Strecke quer | Strecke nach Karlsruhe                        |  |  |
| Strecke · Bahnhof | Basel Badischer Bahnhof                       |  |  |
| Strecke nach links · Abzweig nach links und nach rechts · Abzweig quer und von rechts | Strecken nach Waldshut und Zell               |  |  |

Herzstück Basel (kurz Herzstück) bezeichnet das Projekt einer unterirdischen S-Bahn-Durchmesserlinie in der Stadt Basel zwischen den beiden dezentralen Knotenpunkten Bahnhof SBB und Badischer Bahnhof. Dieses Verbindungsstück soll die Lücke im trinationalen S-Bahn-Netz der Region Basel schliessen und zeitraubende Richtungswechsel sowie das Umsteigen in den beiden Bahnhöfen vermeiden. Überdies soll das Herzstück die direkte Zufahrt mit der S-Bahn aus dem Baselbieter, dem elsässischen und südbadischen Umland ins Stadtzentrum ermöglichen. Als Option wird eine unterirdische Abzweigung zum Bahnhof St. Johann und damit zu den Industrie- und Stadtentwicklungsgebieten in Basel Nord und zum EuroAirport offengelassen. Betroffen sind die heutigen S-Bahn-Linien S1, S3, S4, S5 und S6 der S-Bahn in Basel.
Die Region Basel verfügt anders als viele weitere Städte ähnlicher Grösse (z. B. Zürich) über keine S-Bahn-Durchmesserlinie, hat hier also nach Auffassung der Verkehrsplaner und der regionalen Politik einen klaren Nachholbedarf.

## Entwicklung und Geschichte
Die Idee einer Durchmesserlinie wurde in den 1980er-Jahren von der Organisation Regio Basiliensis erstmals vorgebracht. Im Jahr 2000 brachte die Baselbieter Regierungsrätin Elsbeth Schneider (CVP) das Herzstück auf die politische Traktandenliste. Der Kanton Basel-Stadt liess daraufhin eine Machbarkeitsstudie erstellen. Es folgte 2002–2004 eine Studie der beiden Basel und der SBB über eine unterirdische Verbindung zwischen dem Bahnhof SBB und dem Badischen Bahnhof.
Im Oktober 2009 stimmten der Basler Grosse Rat und der Baselbieter Landrat Krediten von jeweils 600'000 Franken für eine vertiefte Vorplanung für das Herzstück zu. 2013 erschien der Technische Schlussbericht der Vorstudien 2008–2012.
Im September 2014 bewilligten der Basler Grosse Rat 20 Millionen Franken und der Baselbieter Landrat 10 Millionen Franken für ein Vorprojekt – ein angekündigtes Referendum gegen den Kredit aus Basel-Stadt kam nicht zustande. Das Vorprojekt definiert die Infrastruktur, die benötigt wird, um das Angebotskonzept für die trinationale S-Bahn realisieren zu können. Dieses hat die Planungsregion Nordwestschweiz im November 2014 fristgerecht beim Bundesamt für Verkehr (BAV) eingereicht.
In dem Ende September 2017 von der Schweizer Regierung veröffentlichten Vorlage zum Ausbau der Bahninfrastruktur bis 2035 anerkennt sie das Herzstück als «zweckmässig», es war jedoch nicht auf der Liste der bis 2035 mit Bundesmitteln geplanten Vorhaben enthalten. Daraufhin forderten die Regierungen von Basel-Land und Basel-Stadt ihre Bundesregierung zur Nachbesserung auf.
Ende Oktober 2018 präsentierte der Bundesrat den Vernehmlassungsentwurf für den STEP-Schritt 2035. Darin wurden die von den beiden Basler Regierungen geforderten Projektierungsmittel von rund 120 Millionen Franken nicht aufgenommen. Für die beiden Kantonsregierungen ist es «nicht nachvollziehbar», dass die Landesregierung die entsprechenden Projektierungsmittel nicht in die STEP-Botschaft aufgenommen hat. Sie kündigten an, ihre Forderung an National- und Ständerat zu adressieren, welche das Geschäft beraten und beschliessen werden.
Der Entscheid des Bundesrats, die Projektierungskosten mangels Reife nicht ins STEP 2035 aufzunehmen, hatte scharfe Kritik aus der Region Basel ausgelöst. Unter anderem verabschiedeten die Kantonsparlamente beider Basel Resolutionen dafür. 2019 bewilligten National- und Ständerat, im Rahmen von STEP 2035, Projektierungskosten für die Durchmesserlinie von 100 Millionen Franken.
Das BAV publizierte Ende Juni 2021 einen «Stossrichtungsentscheid» zur Zukunft des Bahnknotens Basel. Darin wird dargelegt, dass langfristig ein Tiefbahnhof Basel SBB nötig sein dürfte um die Kapazität zu erhöhen. Ein ebenerdiger Ausbau sei aus Platzgründen kaum realistisch. Als langfristiges planerisches Ziel wird eine Variante mit «Tiefbahnhof plus Herzstück» bezeichnet. Dieser Entscheid stellt keine Zusage für die Aufnahme der bezeichneten Varianten in die nächsten Ausbauschritte dar. Es wurde auch geprüft ob die nötige Kapazität auch mit anderen Massnahmen erreicht werden kann. Dies sei zu einem vergleichbaren Zeitraum und mit vergleichbarer Planungssicherheit zum Zeitpunkt der Mitteilung nicht der Fall. Die weiteren Haltestellen eines allfälligen Herzstücks, wie auch die Anbindungen an den Badischen Bahnhof wurden in diesem Entscheid nicht definiert.

## Linienführung
Rund 40 Varianten zur Umsetzung wurden in Betracht gezogen und untersucht.
Im Verlauf der Vorstudien standen verschiedene Linienführungen zur Debatte: Eine Variante Nord hätte die Innenstadt in einem nördlichen Bogen umfahren, dafür aber auf dem Weg zwischen den beiden Bahnhöfen die Industrie- und Entwicklungsgebiete in Basel Nord erschlossen. Die Variante Mitte sieht eine unterirdische Direktverbindung durch die Basler Innenstadt vor. Diese kann mit einer Option «Y» in einer späteren Phase direkt mit dem EuroAirport verbunden werden. Die Regierungen beider Basel und die vorberatenden Parlamentskommissionen gaben der Variante Mitte aufgrund ihres besseren Kosten-Nutzen-Verhältnisses den Vorzug.
Die Länge der unterirdischen Verbindung lässt sich noch nicht genau angeben, weil die Linienführung noch nicht definitiv feststeht. Dasselbe gilt auch für die möglichen Stationen in der Basler Innenstadt. Angedacht sind zwei Stationen in den Bereichen Schifflände und Marktplatz im Grossbasel sowie im Bereich Klybeck im Kleinbasel. Geplant ist, die unterirdische Verbindung bergmännisch, also ohne offene Baustellen auszuführen. Die Strecke wird so ausgelegt, dass sie alle technischen Anforderungen erfüllt, um nicht nur von S-Bahn-Kompositionen, sondern auch von Fernzügen befahren werden zu können. Ob der Fernverkehr den Tunnel schlussendlich auch benutzen darf, ist noch nicht entschieden.
Am 26. April 2017 haben sich die Planer entschieden, auf Tiefbahnhöfe zu verzichten (d. h. keine Tiefgleise in Basel SBB und Basel Badischer Bahnhof), und dafür im Klybeck-Areal und unter dem Marktplatz je eine unterirdische Haltestelle zu errichten. Die Haltestelle «Basel-Mitte» soll über einen 235 m langen Bahnsteig und über Ausgänge im Spiegelhof, in der Hauptpost und an der Schifflände verfügen. Bei Bedarf wird von Basel-Mitte ein Ast nach Basel-St. Johann und weiter zum Euro-Airport erbaut. Ebenso kann bei Bedarf eine Haltestelle im Schützenmatte-Quartier eröffnet werden. Auch im Morgarten-Quartier kann an der bestehenden SNCF-Linie eine Haltestelle eröffnet werden. Nach dieser definitiven Linienführung könnten ab 2030 die Züge, ohne zu wenden, von Waldshut über Basel Badischer Bahnhof nach Basel SBB fahren. Um in Zukunft die geeigneten Umsteigeorte zu finden, kündigte die SBB eine Zusammenarbeit mit der ETH an, um die Forschung zur Mobilität und die Auswirkungen von Neubauten auf die Verkehrsströme zu fördern.
Im Juni 2021 wurde vom BAV und den Kantonen Basel-Stadt und Baselland der Stossrichtungsentscheid zum Bahnknoten Basel veröffentlicht. Darin wird die Option von Tiefgleisen an den beiden Fernbahnhöfen mit direktem Anschlusses an das Herzstück wieder ins Spiel gebracht. Eine Vorstudie der Schweizerischen Bundesbahnen und des deutschen Bundeseisenbahnvermögens soll diese Möglichkeit nun neu beleuchten.

## Kosten
Genaue Angaben über die Kosten sind zum jetzigen Zeitpunkt nicht möglich. Die Kosten für das eigentliche Herzstück werden grob auf 1,5 bis 2 Milliarden Franken geschätzt. Als grobe Kostenschätzung wird gemäss BAV eine Summe von 9 Milliarden Franken für den «langfristigen Ausbau der Bahninfrastruktur im Knoten Basel mit Tiefbahnhof Basel SBB, «Herzstück» und Anpassungen der Bahnhöfe Basel Badisch und Basel St. Johann» angegeben.

## Zeitplan
Die beiden Basel arbeiten auf die Ausbauinitiative der Bahninfrastruktur des Bundes ab 2035 hin. Für dieses «Strategische Entwicklungsprogramm Bahninfrastruktur (STEP)» sind 7 bis 12 Milliarden Franken an Bundesgeldern vorgesehen. Auf diese Gelder setzen neben Basel allerdings auch andere Regionen.
Horizont für die Fertigstellung ist das Jahr 2050.
Bereits heute laufen aber die Arbeiten im Vorprojekt. Dieses konkretisiert die technischen und betrieblichen Eckwerte, auf denen dann die Detailplanung des Bauprojekts erfolgen kann. Ausserdem werden die bisherigen Kostenschätzungen auf eine Genauigkeit von ±20 % verfeinert.

## Angestrebte neue S-Bahn-Linien
Mit dem Herzstück sollen im Endausbau der trinationalen S-Bahn Basel diverse S-Bahn-Linien durch das Zentrum von Basel durchgebunden werden. Für diesen Angebots-Zielzustand wurden noch keine Liniennummern vergeben:
- S Frick/Laufenburg – Stein-Säckingen – Rheinfelden – Basel SBB – Basel Mitte – EuroAirport
- S Liestal – Basel SBB – Basel Mitte – EuroAirport – Mulhouse
- S Zofingen – Olten – Liestal – Basel SBB – Basel Mitte – Basel Bad Bf – Lörrach Hbf
- S Rheinfelden – Basel SBB – Basel Mitte – Basel Bad Bf – Lörrach Hbf – Zell im Wiesental
- S Laufen – Basel SBB – Basel Mitte – Basel Bad Bf – Rheinfelden (D) – Bad Säckingen – Waldshut – Koblenz

Weitere S-Bahn-Linien sollen die diversen in Basel zusammenlaufenden Strecken auf Bestandsverbindungen verknüpfen und Nebenstrecken wie das Läufelfingerli oder die Verbindungsstrecke Weil–Lörrach anbinden.
- S EuroAirport – Basel SBB – Basel Bad Bf – Weil am Rhein – Bahnhof Müllheim im Markgräflerland – Freiburg (Breisgau) Hbf
- S Weil am Rhein – Lörrach Hbf – Steinen (– Schopfheim)
- S EuroAirport – Basel SBB – Aesch
- S Sissach – Läufelfingen – Olten
- R  Delémont – Porrentruy

Um jedoch diese geplanten Angebotsverbesserungen schrittweise einführen zu können, sind neben dem Herzstück weitere grosse Infrastrukturmassnahmen nötig. Mehrere befinden sich bereits im Bau.